# Prinsenhof (Delft)
Prinsenhof  és un museu situat a Santa Àgata (Sint Agathaplein) a Delft, als Països Baixos. Originàriament el covent de Santa Àgata, actualment és un lloc d'exposició de la pintura barroca als Països Baixos.

## Història
Alyd Busers, morta l'any 1409, era una rica vídua que, al final del segle xiv, va agafar amb la seva filla Aechte un grup de religioses de Delft. En 1403, aquest grup va adquirir una casa en el Vell Delft per fer-ne un covent  dedicat a santa Àgata de Catània, la patrona de Aechte. Busers va ser la primera mare superiora i Aechte la va succeir.
A mesura que el nombre de religioses va anar augmentant, el covent va ser ampliat diverses vegades. Per aquest motiu va ser el convent el més important (i el més ric igualment) dins dels murs del Delft medieval.
Després de la Reforma Protestant, al curs de la segona meitat del XVIe segle, el complex arquitectònic  es va dividir en diverses parts utilitzades separadament. Una part de la capella va romandre com un espai de vocació religiosa i algunes religioses van continuar vivint en la llarga ala meridional. L'altra part fou condicionada per acollir el Tribunal principesc de Guillem I d'Orange-Nassau que ha va residir regularment des de 1572 fins a 1584 en el covent Sant-Agathe: conegut amb el nom de Prinsenhof.
Fou a Prinsenhof on Guillaume d'Orange va ser assassinat per Balthazar Gérard en 1584. Els impactes de les projectils són encara visibles actualment.
En 1657, el Prinsenhof ha ser  condicionat parcialment com a llotja dels  llençols. De 1775 a 1807, l'escola llatina de Delft s'hi va establir. El complex va  ser restaurat entre 1932 i 1951 per fer-ne un museu municipal. L'actual església Valona de la ciutat es troba al costat de Prinsenhof.